# Ганс Христоф фон Кенігсмарк
Ганс Христоф фон Кенігсмарк (нім. Hans Christoph von Königsmarck; 4 травня 1600 — 8 березня 1663) — військовий діяч Священної Римської імперії та Швеції, фельдмаршал, граф.

## Біографія
Походив з бранденбурзького шляхетського роду Кенігсмарків. Син Конрада фон Кенігсмарка, ротмістра бранденбурзького війська, та Беатрікс фон Блюменталь. Народився в Кетцліні (Альтмарк) 1600 року. Виховувався при дворі герцога Фрідріха Ульріха Брауншвейга-Люнебурзького.
Під час Тридцятирічної війни 1620 року поступив звичайним солдатом до Саксен-Лауенбурзького полку імператорського війська. 1625 року стає рейтаром. Невдовзі отримує звання ротмістра. У 1628 році брав участь у війні за мантуанську спадщину.
1630 року, коли шведський король Густав II Адольф висадився в Померанії, перейшов на його службу, отримавши чин майора. Відзначився в битвах біля Ольдендорфа 1633 року і Гільдсгайму 1634 року. 1635 року отримав звання полковника, 1636 року завдав поразки імперському війську в битві при Родкірхі, після чого діяв у Вестфалії.
1640 року отримав звання генерал-майора. У 1641 році відзначився у битві при Вольфенбюттелі, де франко-шведські війська здобули важку перемогу. У 1642 році брав участь у поході шведської армії на чолі з Леннартом Торстенсоном до Сілезії. Звитяжив у битвах під Швейдніцом і Брейтенфельдом. В останній битві керував лівим крилом, був поранений. Слідом за цим відзначився при облозі Фрайбергу. Залишився командувати в Середній Німеччині, завоював міста Мелріхштадт, Ашерслебен, Гальберштадт і Остервік, блокував Магдебург, очистив від ворожих військ Померанію.
У 1644 році, коли почалася війна з Данією, зайняв герцогства Бремен і Ферден. Невдовзі рушив до Саксонії, де переміг імперське військо у битві біля Цайца. Слідом за цим зайняв Лейпциг і Торгау. 1645 року призначено генерал-губернатором Бремена і Фердена.
1646 року стає генералом кавалерії. 1647 року зайняв місто Фюрстенау, після чого рушив до Вестфалії. У 1648 році з'єднався з графом Карлом-Густавом Врангелем. У травні того ж року брав участь у битві при Цусмарсхаузені, після чого вторгся в Богемію і взяв в облогу Прагу. Зумів захопити Малу Страну та Празький град, здійснивши так зване Празьке пограбування мистецтва (вивіз 500 картин, 70 бронзових статуй, 370 наукових інструментів, 400 індійських цікавинок, сотні коралів, слонової кістки, дорогоцінного каміння, бурштину тощо, більшість з яких потрапили до королівського палацу в Стокгольмі), також захопив 12 млн гульденів. Проте Кенігсмарк через спротив містян та залоги не міг захопити всю Прагу. Слідом за цим пішов до Верхнього Пфальцу, де захопив важливий замок Фолкенберг. Потім знову повернувся до Богемії.
Отримав звання фельдмаршал-лейтенанта, ставши першим у Швеції, хто отримав його. Після укладення Вестфальського миру залишився генерал-губернатором Бремена і Вердена.
У 1651 році отримав титул графа Вестервік і Стеґгольм. У 1654 році командував військами у війні проти Бремена, змисувши магістрат останнього визнати зверхність Швеції. 1655 року стає фельдмаршалом. Слідом за цим рушив до Речі Посполитої, проти якої тривала війна. 1656 року брав участь в облозі Данцига, але потрапив у полон. Звільнився лише 1660 року після укладання Олівського мирного договору. Останні роки мешкав у Швеції. Помер 1663 року в Стокгольмі.

## Родина
Дружина — Агаста, донька Христофа фон Лістена.
Діти:
- Отто Вільгельм (1639—1688), головнокомандувач армії Венеції
- Курт Крістоф (1634—1673), генерал-лейтенант Республіки Сполучених провінцій
- Беата Єлизавета (1637—1723), дружина Понтуса Фрідріха де ла Гарді